# 歐付寶電子支付
25°03′22.9″N 121°36′49.8″E / 25.056361°N 121.613833°E
歐付寶電子支付股份有限公司為一家台灣的電子支付平台，於2015年取得首張電子支付執照，行動支付使用範圍含便利超商、電影院、超市、公有市場、公共事業繳費及電商結帳服務等。
截至2025年3月止，用戶數108萬，在電子支付業者中位居台灣第七。

## 和其他機構合作
- 和兆豐國際商業銀行推出歐付寶悠遊聯名卡[4]

## 外部連結
- 官方网站
- 歐付寶電子支付的Facebook專頁